# Fiat G.46
Il Fiat G.46 fu un aereo da addestramento monomotore monoplano ad ala bassa sviluppato dall'azienda aeronautica italiana Fiat Aviazione nei tardi anni quaranta.
Prodotto tra il 1948 ed il 1952 e realizzato sia in versione monoposto che biposto, ottenne un buon successo commerciale prestando servizio con le aeronautiche militari di Italia, Austria, Argentina e Siria.

## Storia del progetto

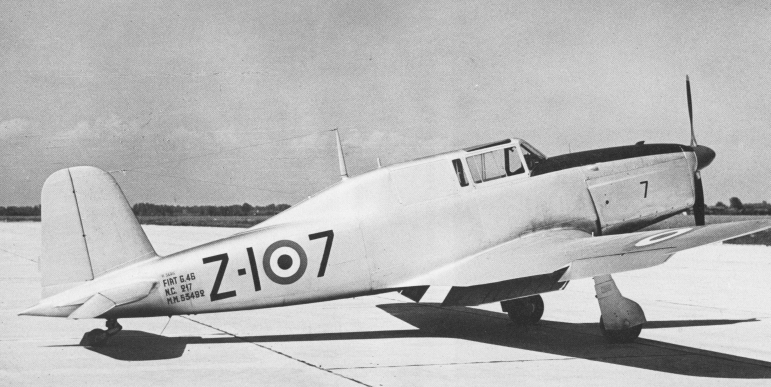
Vista posteriore

Progettato dall'ingegner Giuseppe Gabrielli, lo sviluppo del G.46 iniziò nel 1946 da un progetto della Fiat dopo la seconda guerra mondiale, ed il primo prototipo volò il 25 giugno 1947.
Di costruzione interamente metallica in lega leggera, presentava carrello retrattile triciclo posteriore, fusoliera ellittica ed ala monoplana a sbalzo. Il motore a 6 cilindri in linea invertiti era raffreddato ad aria, ed azionava un'elica bipala.
Il G.46 ereditava le buone caratteristiche di volo e maneggevolezza dei caccia Fiat del periodo bellico.
Determinante per la produzione in serie fu l'aeronautica argentina, che divenne il primo operatore del G.46, acquisendone un primo lotto di una dozzina di esemplari nel 1948. A partire dall'anno successivo iniziarono le consegne all'Aeronautica Militare. Il G.46 prestò servizio nell'AM fino al 1959, ma già dall'anno precedente era iniziata la dismissione del velivolo, con diversi esemplari ceduti al mercato civile.

## Utilizzatori

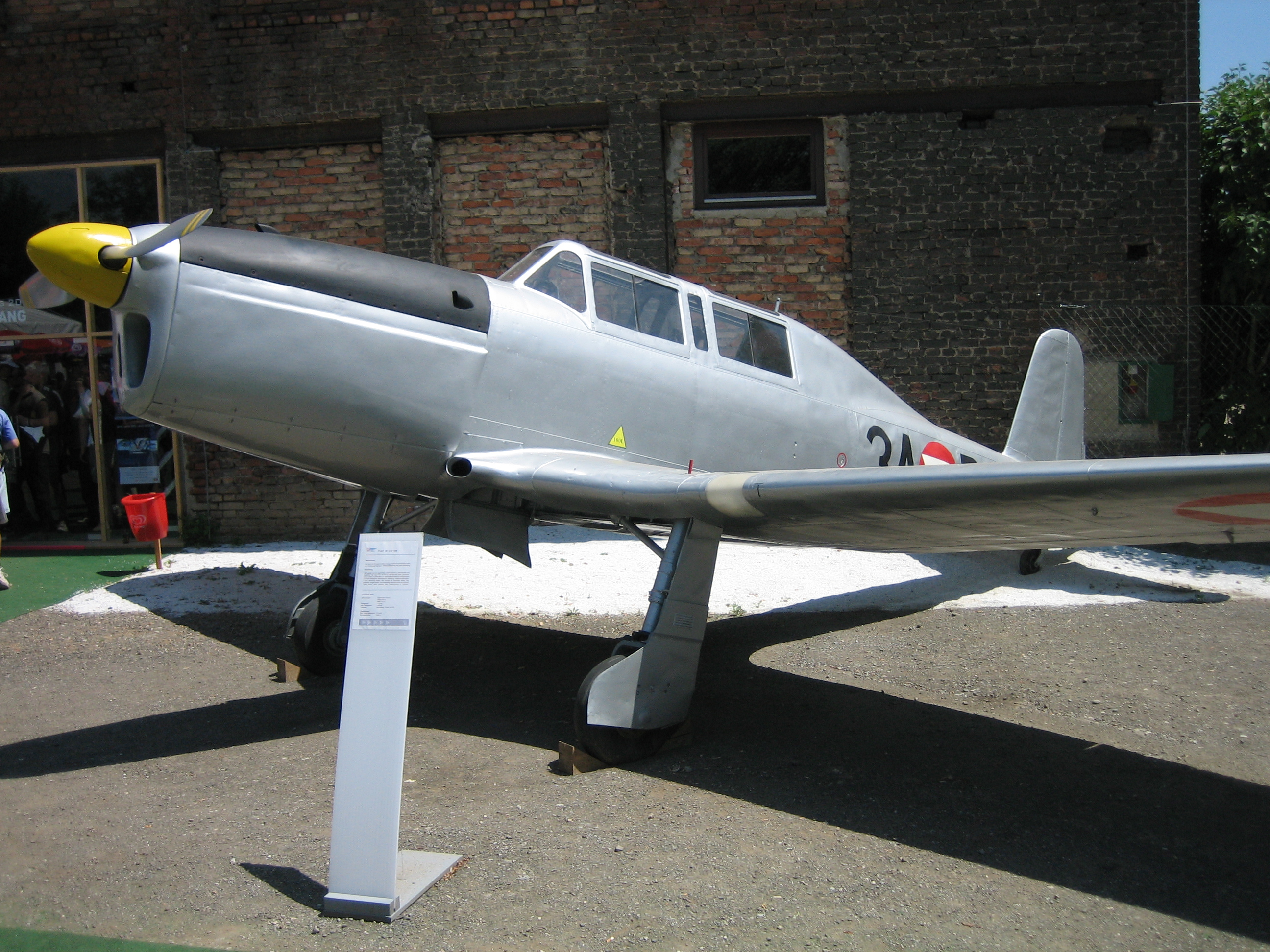
Un G.46 in livrea dell'austriaca Österreichische Luftstreitkräfte.

Argentina
- Fuerza Aérea Argentina

12 esemplari di G46-2B in servizio tra il 1947 ed il 1961 e 36 di G.46-5B tra il 1949 ed il 1958.
 Austria
- Österreichische Luftstreitkräfte

l'aeronautica austriaca rilevò 5 esemplari dell'Aeronautica Militare italiana nel 1957. Rimasero in servizio fino al 1963.
 Italia
- Aeronautica Militare

 Siria
- Al-Quwwat al-Jawwiyya al-'Arabiyya al-Suriyya

circa 40 esemplari tra G.46-4 e G.46-5B in servizio tra il 1949 ed il 1958.

## Varianti
- G.46 prototipo: motore Alfa 115 I bis
- G.46-1: biposto con motore Alfa 115-1 da 195 CV
- G.46 bis: motore de Havilland Gipsy Queen 70, ed una mitragliatrice da 7,7 mm nell'ala destra
- G.46-2 biposto con motore Gipsy Queen 30 da 250 hp
- G.46-3A monoposto con motore Alfa 115ter da 225 CV
- G.46-3B biposto con motore Alfa 115ter da 225 CV
- G.46-4A monoposto con Alfa 115-1ter da 215 CV
- G.46-4B biposto con Alfa 115-1ter da 215 CV
- G.46-5B prototipo di versione per l'addestramento alla navigazione e volo strumentale.

## Velivoli attualmente esistenti

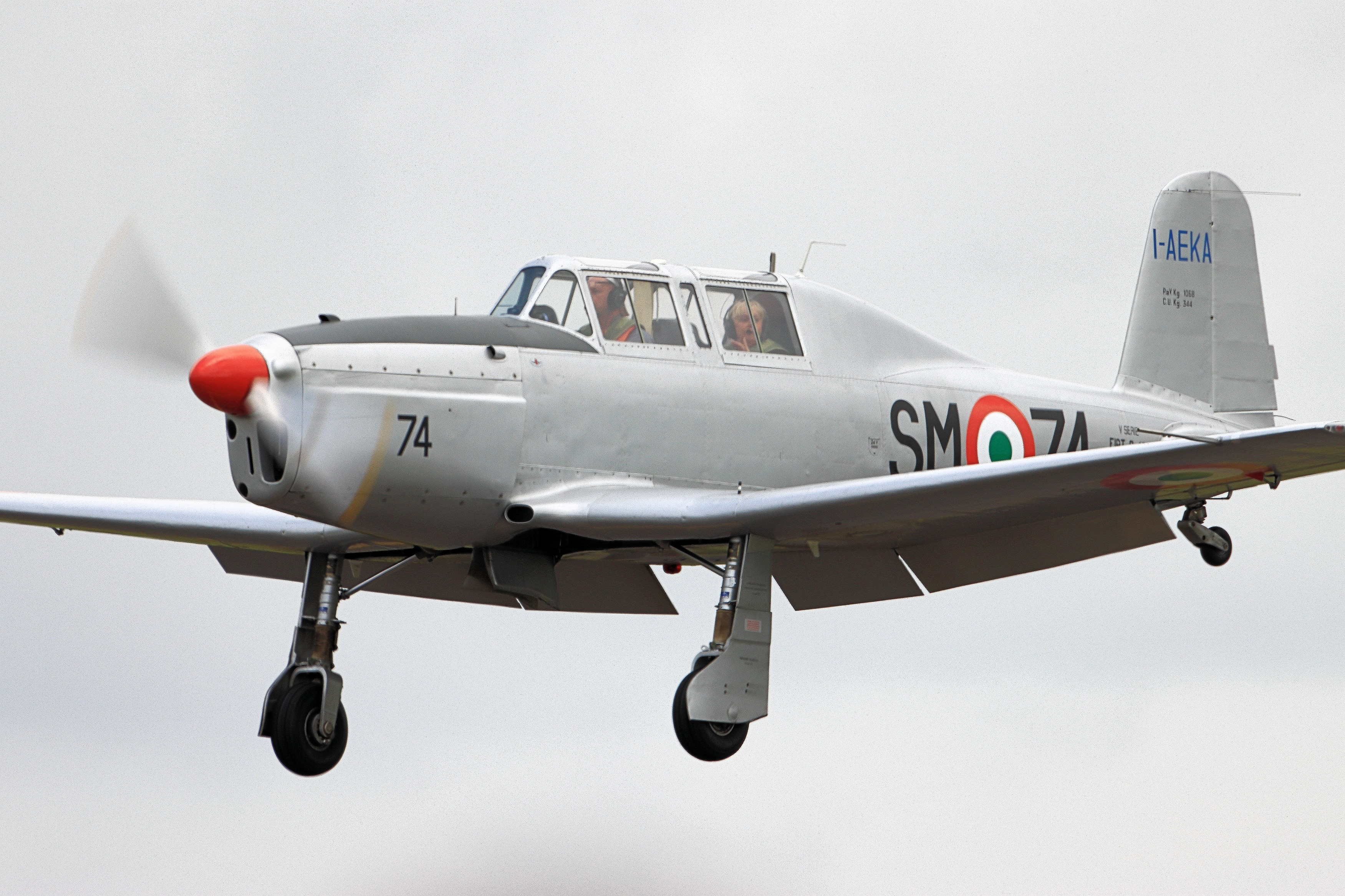
Fiat G.46 biposto in volo.

Un Fiat G.46 all'Aeroporto di Forlì nel 1985

Diversi esemplari di G.46 sono tuttora conservati, tra questi:
- Museo storico dell'Aeronautica Militare, Bracciano: vari esemplari appartengono alla collezione del museo; risulta esposto un esemplare di G.46-4A MM53286;
- Museo dell'aviazione di Rimini: un esemplare di G.46-3A, che prestò servizio alla Scuola di Guerra Aerea di Firenze negli anni Cinquanta, matricola militare MM53312, immatricolazione civile I-LEOR;
- Facoltà di Ingegneria Aerospaziale del Campus universitario di Forlì: un relitto di G.46-4B;
- Modena - Monumento ai Caduti in Viale Italia: G.46-4B;
- Austria: l'esemplare austriaco matricola 3A-BB ha subito un completo restauro, ultimato nel 2005;
- Parma: il G46 I-AEKT (serie VI NC 216) di Pino Valenti, che su di esso ha volato regolarmente ed ha effettuato manifestazioni acrobatiche in tutta Italia; il proprietario attuale è Mario Cotti, ed il velivolo effettua le manutenzioni presso l'azienda Luciano Sorlini spa, in provincia di Brescia.
- Rieti: il G46 MM 52792 di Luigi Aldini, attualmente in fase di restauro per tornare di nuovo in volo;
- Vicenza: il G46-4B MM53409, immatricolazione civile I-AEKB;
- Provincia di Brescia: il G46 I-AEKA, esemplare pari al nuovo, fu di proprietà del sig. Luciano Sorlini. Fa ora parte del Museo Volante, voluto dalla figlia Silvia Sorlini e da suo marito Giovanni Marchi. Come per l'I-AEKT, il velivolo effettua le proprie manutenzioni presso l'officina aeronautica Luciano Sorlini spa.